# Moulins-sur-Orne
 Moulins-sur-Orne  es una población y comuna francesa, situada en la región de Baja Normandía, departamento de Orne, en el distrito de Argentan y cantón de Argentan-Ouest.

## Demografía
| 276 | 220 | 199 | 217 | 297 | 342 |
| Para los censos de 1962 a 1999 la población legal corresponde a la población sin duplicidades (Fuente: INSEE [Consultar]) |     |     |     |     |     |